# Abu al-Abbas Ahmad II
Abu al-Abbas Ahmad II (arab. ابو العباس أحمد الذهبي بن إسماعيل السمين = Abū al-ʿAbbās Aḥmad aḏ-Ḏahabī ibn Ismāʿīl as-Samīn, ur. ok. 1677 w Meknesie, zm. 5 marca 1729 tamże) – sułtan Maroka z dynastii Alawitów, syn Mulaja Ismaila.

## Życiorys
Abu al-Abbas Ahmad II objął tron po śmierci swojego ojca w 1727 roku. Od początku musiał jednak borykać się z silną opozycją wobec swojej władzy i zwolennikami wyniesienia na tron swoich braci. W 1728 roku został przejściowo zdetronizowany przez swojego brata Abd al-Malika, jednak po kilku miesiącach powrócił na tron Maroka. Po jego śmierci na sułtańskim tronie zasiadł kolejny z jego braci Abdullah.